# 比奧格勒山國家公園
42°53′53″N 19°36′7″E / 42.89806°N 19.60194°E

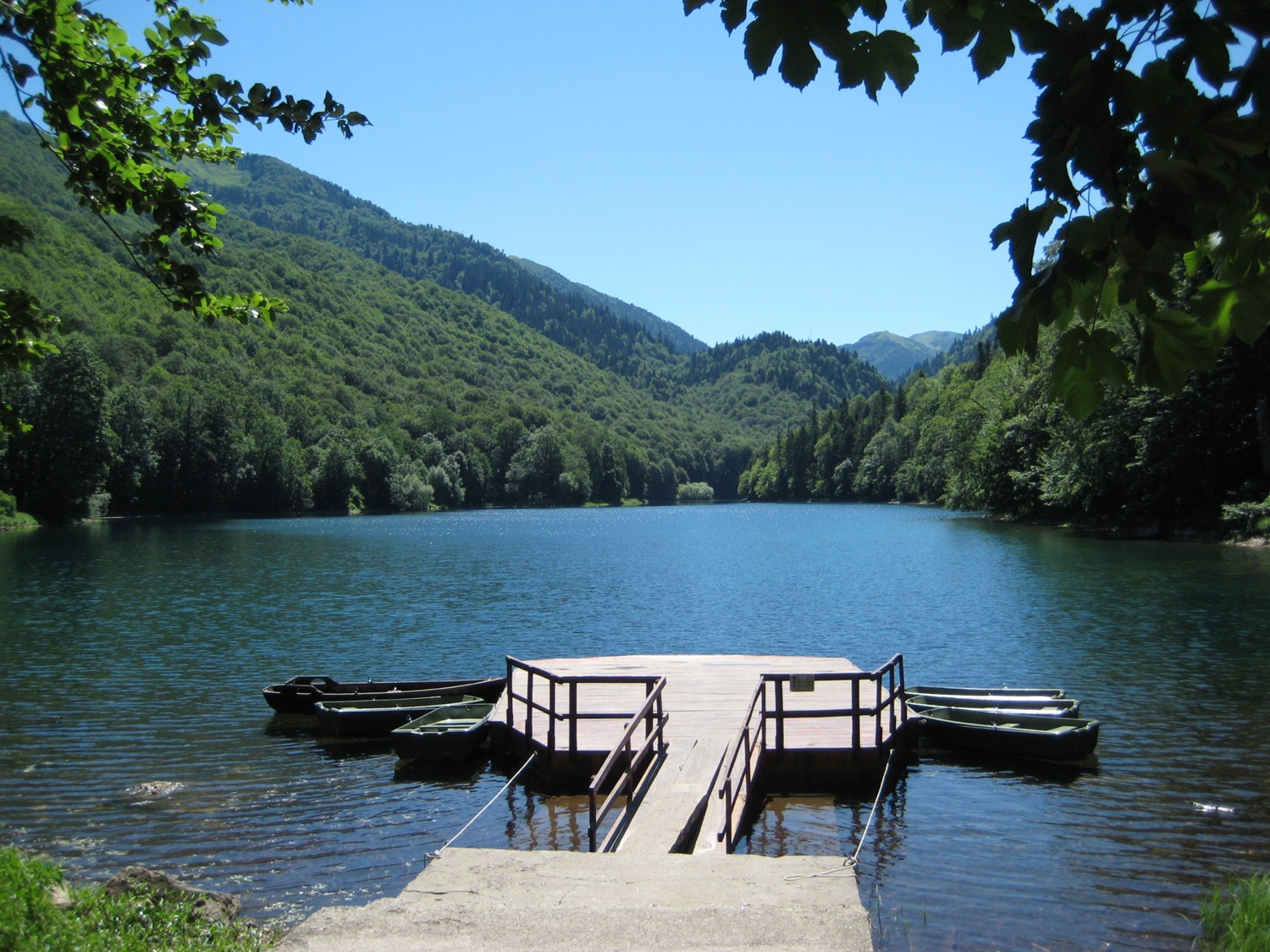

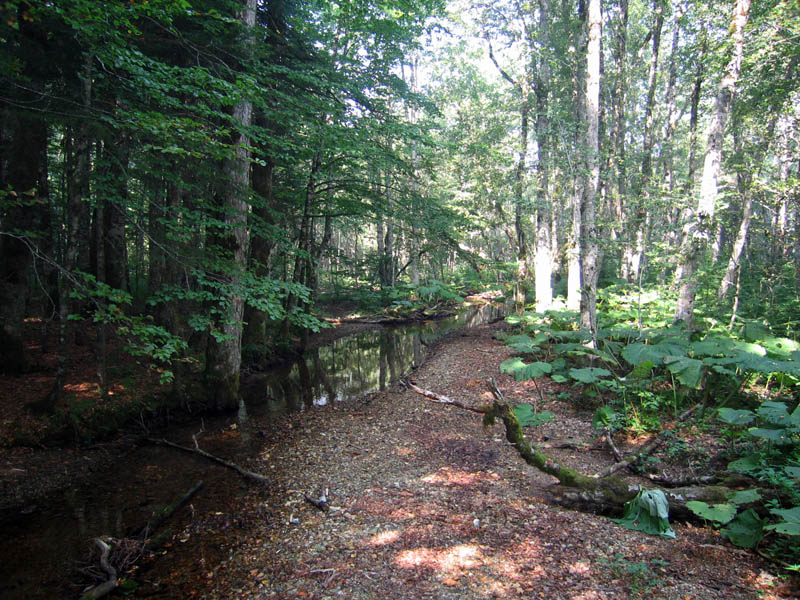

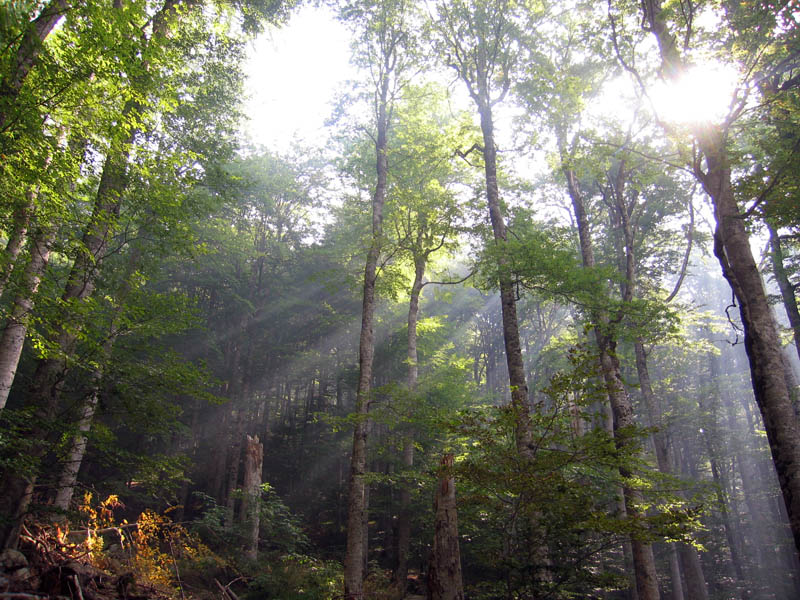

比奧格勒山國家公園是蒙特內哥羅的國家公園，位於該國中部，處於首都波德戈里察以北100公里，鄰近科拉欣，成立於1952年，面積56.5平方公里。